# Heliconia stricta
Heliconia stricta es una heliconia de la familia  Heliconiaceae. Es originaria de Sudamérica.

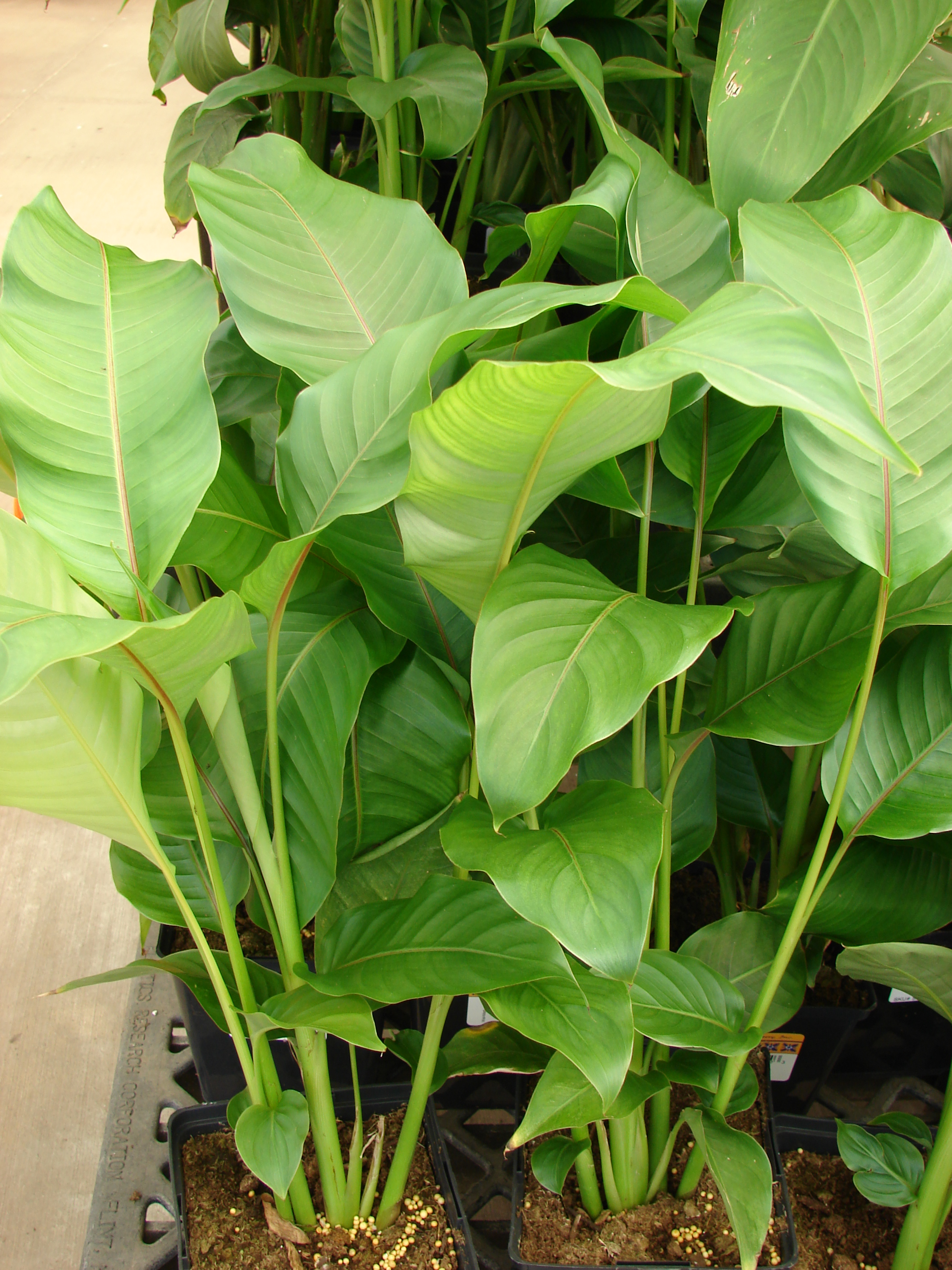
Vista de la planta

## Descripción
Heliconia stricta crece en matas de hasta 1,8 m de alto con una extensión de 1,5 m. Tiene hojas como de bananera de 1,8 m de largo. Cada inflorescencia presenta brácteas rojas o anaranjadas bordeadas de verde.

## Taxonomía
Heliconia stricta fue descrita por  Jacob Huber y publicado en Boletim do Museo Goeldi de Historia Natural e Ethnographia. Belém. 4: 543. 1906.
Etimología
Heliconia: nombre genérico que hace referencia a la montaña griega Helicón, lugar sagrado donde se reunían las Musas.
stricta epíteto latíno que significa "vertical".
Sinonimia
- Bihai stricta (Huber) Griggs, Bull. Torrey Bot. Club 42: 325 (1915).
- Heliconia tricolor Abalo & G.Morales, Phytologia 57: 56 (1985).[3]